# Leucocyturie
La leucocyturie est la présence de leucocytes dans les urines. L'urine en contient physiologiquement en temps normal. La leucocyturie est considérée pathologique lorsque sa valeur dépasse le seuil de 10⁴/mL (ou 10/mm³). Elle peut être détectée avec une bandelette urinaire ou un examen cytobactériologique des urines. Plusieurs situations pathologiques peuvent présenter une leucocyturie, la plus fréquente étant une infection urinaire.
La leucocyturie est dite isolée si les autres parties des examens urinaires sont normaux : pas de germe, pas de nitrite, pas de sang, pas de protéine. Si elle est isolée, elle peut être le témoin d'une infection urinaire dite « décapitée » par un traitement antibiotique préalable (ayant fait disparaître toute trace de germe), de leucorrhées avec des leucocytes contaminant l'examen, d'une infection urinaire à germe atypique (Chlamydia trachomatis, Ureaplasma urealyticum, corynébactérie, gonocoque, bacille de Koch), d'une tumeur urothéliale, d'une lithiase urinaire, d'une cystite radique, d'une néphropathie interstitielle ou d'une glomérulonéphrite.
La leucocyturie à des seuils significatifs est habituelle dans certains cas : sonde urinaire à demeure, postopératoire d'une résection transurétrale de prostate ou de vessie, cystectomie avec entérocystoplastie de substitution.